# Der Unbedeutende
Der Unbedeutende ist eine Posse mit Gesang in drei Aufzügen von Johann Nestroy. Das Stück entstand 1846, zwei Jahre vor der Revolution von 1848/49 und wurde am 2. Mai dieses Jahres am Leopoldstädter Theater, dem späteren Carl-Theater, in Wien als Benefizvorstellung für den Autor uraufgeführt.

## Inhalt
Durch eine Lüge des Sekretärs Puffmann gerät Klara, die Schwester des „Unbedeutenden“ Peter Span, in Verruf. Puffmann, der eine seiner hinter dem Rücken des Barons von Massengold durchgeführten Intrigen verschleiern will, behauptet, ihr geheimer Geliebter zu sein, um dadurch ein Alibi zu haben.
„Der Alibi-Beweis steht fest; Triumph der praktisch-kasuistischen Genialität.“ (Erster Aufzug, sechzehnter Auftritt)

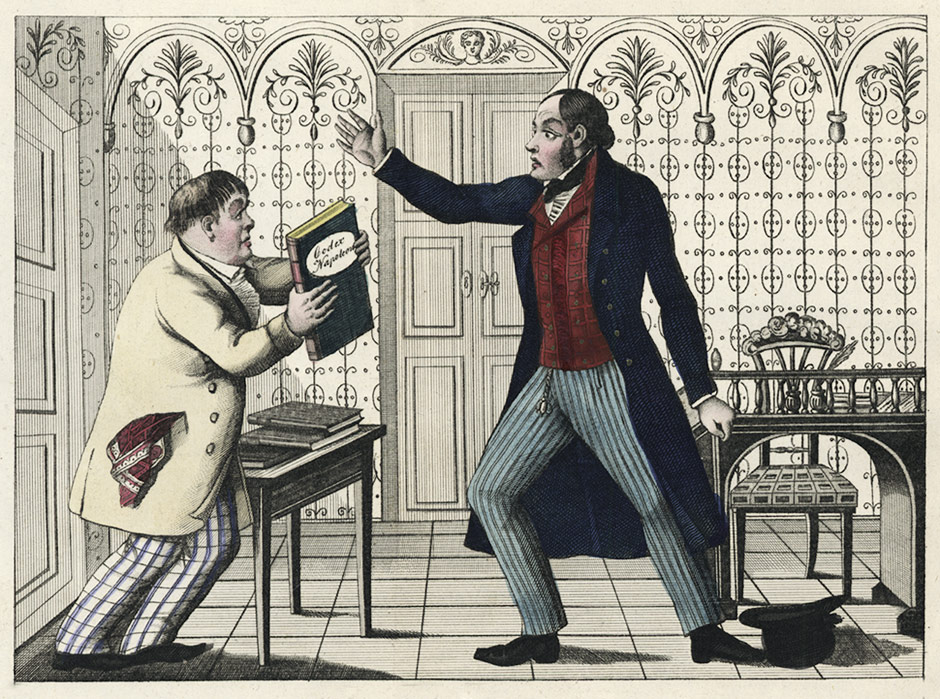
Puffmann (Scholz) und Peter Span (Nestroy)

Da sie von der ganzen Stadt daraufhin eines unsittlichen Verhältnisses verdächtigt und gemieden wird und auch ihr Verlobter Josef, der Sohn von Thomas Pflöckl, von ihr nichts mehr wissen will, bemüht sich Peter um die Wiederherstellung der Ehre seiner Schwester.
„Der Beschreibung nach muss es einer von die Herren gwesen sein, die immer beim gnädigen Herrn in Visit sind, oder der gnädige Herr Baron selber.“ (Dritter Aufzug, zweiter Auftritt)
Durch eine List und mit Hilfe von Frau Hussbergers Sohn Hänschen, dem eigentlichen Schuldigen an den Gerüchten, deckt Peter Span Puffmanns Lügengeschichte auf und erreicht damit die vollständige Rehabilitierung der unschuldigen und darüber glücklichen Klara:
„Glücklich sein is viel, aber ich hör auf, unglücklich zu sein – das ist noch weit mehr.“ (Dritter Aufzug, vierunddreißigster Auftritt)

## Werksgeschichte
Der Stoff für Nestroys Stück stammt von Michel Masson (Auguste-Michel-Benoit Gaudichot-Masson, 1800–1883, Pseudonym Michel Raymond) aus dem III. Band der Rahmenerzählung Daniel le lapidaire ou les contes de l'atelier (Daniel der Steinschneider oder Werkstatterzählungen), betitelt Le grain de sable (Das Sandkorn), einer im ersten Drittel des 18. Jahrhunderts spielenden Geschichte. Übersetzt wurde die Erzählung von Lauritz Kruse (Leipzig 1833), dramatisiert von Karl Haffner als Der Fassbinder und am 13. Mai 1842 in dessen Fassung mit mäßigem Erfolg im Theater an der Wien uraufgeführt.
Der Premiere war eine Schreibpause von einem Jahr vorangegangen, da Nestroy über scharfe Kritiken von Moritz Saphir in dessen Zeitschrift Der Humorist schwer verärgert war. Dazu schrieb die Wiener Theaterzeitung von Adolf Bäuerle am 24. Jänner 1846 (Nr. 21):
„Ein Gerücht meldet: Nestroy werde kein Stück mehr schreiben. Er habe seine Feder für immer niedergelegt, er habe alle Lust verloren, je mehr eine Posse zu verfassen; ja nicht einmahl zu seinem Benefice wolle er sich hiezu verstehen. […] Wäre hieran gemeine und neidische Kritik schuld, sollte Hr. Nestroy diese nicht beachten, wie überhaupt solche Kritik schon längst der allgemeinsten Verachtung preisgegeben ist.“
Nestroy machte von Juli bis September 1845 eine längere Tournee von Brünn über Berlin, Prag und München bis nach seinem geliebten Graz. Erst im Mai 1846 war das neue Stück fertiggeschrieben und wurde – auch wegen dieser langen Pause – begeistert begrüßt.
Nestroy bezeichnete das Stück – im Entwurf noch Die Unbedeutenden benannt – selbst als „Posse“, obwohl es schon aus der Sicht seiner Zeitgenossen eher der Moralkomödie oder gar dem ernsthaften Schauspiel zuzuordnen war. Die Kritik begrüßte den Unbedeutenden als „das neue erzieherische Volksstück“ und als Beginn einer neuen Phase in der österreichischen Literaturgeschichte. Die Tendenz des Werkes traf zwei Jahre vor dem Ausbruch der Revolution den Zeitgeist und die Wünsche seines Publikums. Es ist ein politisch-demokratisches Stück, das die Wende einer Epoche skizziert.
Otto Rommel stellt fest, das Werk sei der „wichtigste Wendepunkt in Nestroys Entwicklung“ (Zitat) auf dem Weg von der Posse zu Ludwig Anzengrubers bürgerlichem Sittenstück. Der Schwerpunkt liege nicht mehr auf Liebesabenteuern reicher Taugenichtse, unterschlagenen Testamenten, Erbschaften und ähnlichem, sondern auf einem Problem aus dem kleinbürgerlichen Leben.
Die Schlusspointe fasst die Idee des Stückes in einem Satz zusammen:
„Wenn sie wieder einmal mit unbedeutende Leut' in Berührung kommen, dann vergessen sie ja die Lektion nicht, dass auch am Unbedeutendsten die Ehre etwas sehr Bedeutendes ist.“ (Peter Span zu Puffmann; dritter Aufzug, vierunddreißigster Auftritt)
In der Erstaufführung spielte Johann Nestroy den Zimmermann Peter Span, Wenzel Scholz den Sekretär Puffmann, Alois Grois den Thomas Pflöckl, Ignaz Stahl den Bindermeister Kübler, Franz Gämmerler den Herrn von Lockerfeld. Nach dem Tode von Wenzel Scholz im Jahre 1857 übernahm Alois Grois dessen Rolle.
Das Stück stand von 1846 bis 1850 und dann wieder 1852, 1854 und 1857 auf der Bühne, zu Nestroys Lebzeiten wurde es insgesamt 92-mal aufgeführt. Gastspiele mit dem Unbedeutenden fanden in Prag (1846, 1849), Brünn (1846, 1847), Pest (1846), Berlin (1847), Graz (1846) und Lemberg (1850) statt. Nach Zeitungsberichten erfreute das Stück „sich namentlich im Auslande keines besonderen Successes“. Nach Nestroys Tod wurde es erst wieder 1881 an sieben Abenden im Carltheater und 1892 im ein Jahr zuvor eröffneten Volkstheater (Wien) aufgeführt. Auf beiden Bühnen spielte Ludwig Martinelli den Peter Span, im Volkstheater übernahm er auch die Inszenierung. Weitere der sehr selten gewordenen Aufführungen fanden 1968 im Akademietheater und 1981 in einer Volkstheater-Produktion im Messepalast, den ehemaligen Hofstallungen, statt.
Ein eigenhändiges Manuskript Nestroys ist in der Wienbibliothek im Rathaus erhalten, bei dem das Titelblatt und der Beginn (bis zum Anfang des 3. Auftritts) fehlt. Auf dem Bogen I (Personenverzeichnis) ist unten rechts die Signatur Nestroys mit rotem Stift erkennbar. Weitere fragmentarische Handschriften einer vieraktigen Fassung sind ebenfalls überliefert, ebenso eine Handschrift des Couplets vom III. Act.
Eine eigenhändige Partitur Adolf Müllers der dreiaktigen Fassung mit dem Vermerk der Erstaufführung wird in der Musiksammlung der Wienbibliothek aufbewahrt.
Die beiden Couplets von Peter Span (So oft ich ein' Dachstuhl wo setz' auf a Haus und Ja, so eine Krida wär' ganz etwas Neu's) sind die letzten, die noch zu Nestroys Lebzeiten gedruckt wurden.

## Zeitgenössische Rezeption
Die Kritik für Nestroys neues Stück war durchwegs positiv und auch die begeisterte Annahme durch das Publikum wurde beschrieben (alle genannten Zeitschriftenartikel stammen vom 5. Mai 1846).
Der Sammler (Nr. 72, S. 285 f.) schrieb:
„Dieser ‚Unbedeutende‘ ist die bedeutendste diesjährige dramatische Dichtung aller Bühnen!“
In der Zeitschrift Die Gegenwart (Nr. 103, S. 48 f.) nannte Sigmund Engländer das Stück „eines der besten Volksstücke der letzten Zeit, und vielleicht die beste Leistung Nestroy's“.
In der Wiener Theaterzeitung (Nr. 107, S. 426) schrieb der Redakteur Heinrich Joseph Adami:
„Ich habe schon viel Enthusiasmus in Nestroys Stücken erlebt, so wie an diesem Abend noch keinen.“
Der Eigenthümer und Redakteur des Humorist, Nestroys Widerpart Saphir – vermutlich der Grund für die einjährige Zurückhaltung des Dichters – stellte fest (Nr. 107, S. 435 f.):
„Nicht ohne ein wenig Selbstgefühl machen wir hier die Bemerkung, dass die fortgesetzten Ermahnungen, welche wir an Hrn. Nestroy ergehen ließen, sein Talent nicht durch triviale Richtung und unsittliche Färbung zu entwürdigen, dass er großes Talent genug habe, um auf würdiger Bahn eben so Gutes zu leisten, von ihm beherzigt wurden, und dass ihm diese Beherzigung nicht geschadet hat.“
In der Wiener Zeitschrift für Kunst, Literatur, Theater und Mode von Friedrich Witthauer wurde „die neue Bahn des Volksdichters Nestroy, der der wahren Bestimmung des Volksstückes im edleren Sinne des Wortes sehr nahegekommen ist“, angemerkt. Der Wanderer (Nr. 107, S. 426 f.) stellte Nestroy lobend Ferdinand Raimund gleich.
In der damals vielgelesenen satirischen Zeitschrift Komische Briefe des Hans-Jörgel von Gumpoldskirchen an seinen Schwager in Feselau über Wien und seine Tagesbegebenheiten, einem fiktiven Briefwechsel, herausgegeben von Josef Alois Gleich, war am 2. Juni 1846 (15. Jahrgang, Heft 11, S. 17–23) zu lesen:
„Da hab i einmal ein Stück g'seh'n, mein lieber Schwager, wo i auf mein'm ganzen Rückweg nach Speising allerweil g'rufen hab: Bravo Nestroy! Bravo!“

## Text
- Johann Nestroy: Der Unbedeutende: Posse mit Gesang in drei Akten. Verlag Druck von J.B. Wallishausser, 1849. (abgerufen am 28. Jänner 2014)